# Piteå hospital och asyl
Piteå hospital och asyl, senare Furunäsets sjukhus, var ett mentalsjukhus i Piteå mellan 1893 och 1987.
Sjukhuset byggdes 1886 på statlig order med hela norra Sverige som upptagningsområde. Medicinalstyrelsen beslutade att köpa fastigheten Pitholm 25 och en del av Pitholm 22, en markyta på sammanlagt 138 hektar, för sjukhusbygget. Arkitekt var Medicinalstyrelsens egen Axel Kumlien. 1893 stod Piteå hospital och asyl färdigt att invigas. Sjukhuset blev ett av landets mest moderna sjukhus och övre Norrlands största. Det var ett mer slutet sjukhus än många andra mentalsjukhus. 
Under åren ändrades såväl inriktning och behandlingsformer som namnet på sjukhuset (Furunäsets sjukhus blev det nya namnet). Som mest hade sjukhuset i mitten av 1950-talet omkring 800 patienter. När sjukhuset stängdes 1987 flyttas de mest behovskrävande patienterna till Rättspsykiatriska avdelningen i Öjebyn. Sjukhuset kallades i folkmun för "Pite fem fem" efter dess nummer i kommunens växel. Fem fem kan också komma från femte kapitlet femte paragrafen strafflagen, som stadgade att psykiskt sjuka skulle ha vård i stället för fängelsestraff. Fem-femma var under många år ett populärt öknamn på psykiskt sjuka.
Patienten Anna Lindersson som satt på Furunäset i 67 år anses vara den person som varit inlåst längst tid i Sverige.

## Övrigt
Avhandling (magisteruppsats) om Furunäsets mentalsjukhus.